# Кастракли
Кастракли е името на природен резерват в Родопите, България.

## Основаване и статут
Обявен е за резерват с обща площ 129,18 хектара със Заповед No.508 на Комитета за опазване на природната среда при Министерски съвет от 28.03.1968 година, с цел опазването на вековната гора от черен бор в нейния естествен вид.

## География
Резерватът е разположен в землището на село Борино и на около 20 км от град Девин. Резерватът е разположен между 900 и 1290 метра надморска височина. Територията на резервата е пресечена от множество потоци, характерен е със силно пресеченият релеф.

## Флора
Растителния свят на природния резерват е изключително разнообразен. Срещат се повече от 330 висши растения сред които немалко редки ендемични и реликтни видове. Характерно за природен резерват Кастракли е голямото разнообразие на лечебни растителни видове (билки) – повече от 150 вида. От особено значение за резервата са горите от черен бор, възрастта на които на места достига до над 200 години. Средният запас от дървесина на резерватът е повече от 300 куб.м на хектар. Освен черния бор в резервата са разпространени и буковите и габъровите дървета.

## Галерия
- Резерват „Кастракли“
- Река Въча
- Река Въча
- Язовир „Цанков камък“